# CAS International
CAS International (Comité Anti Stierenvechten, que significa Comité Antitaurino en holandés) es una organización de protección animal europea miembro del movimiento antitaurino internacional.
La antitauromaquia, o el rechazo a las corridas de toros, es un fenómeno que ha existido paralelamente a la aparición de actividades taurinas en el mundo, pero se ha manifestado como un movimiento social organizado solo desde el siglo XX. Es a finales de este siglo que este movimiento adquirió una dimensión claramente internacional, con la incorporación de grupos antitaurinos en países donde tradicionalmente no ha habido corridas de toros (como el Reino Unido, Países Bajos, o Alemania), pero aun así sus ciudadanos apoyan campañas antitaurinas realizadas en países donde sí hay toreo (como España, Francia, Portugal, Perú, Ecuador, Venezuela, Colombia o México). 
CAS International es la mayor organización del mundo en términos de miembros y recursos que trabaja exclusivamente por la abolición de la tauromaquia en el mundo, incluyendo tanto las corridas de toros como las fiestas populares con toros o vacas. Tiene sede en los Países Bajos y representantes en Bélgica y el Reino Unido. Hoy en día tiene más de 15 000 miembros donantes que ofrecen apoyo a sus campañas, y tiene varios empleados en varios países que trabajan exclusivamente para desarrollar  tales campañas. El CAS International se fundó en 1990 inicialmente como una cooperación entre Nederlandse Dierenbescherming (‘Sociedad de Protección Animal Holandesa’) y World Society for the Protection of Animals (‘Sociedad Mundial para la Protección de los Animales’), después de una iniciativa del grupo de protección animal español Asociación para la Defensa de los Derechos de los Animales (ADDA). Se independizó rápidamente de estas organizaciones.
Con sede en la ciudad holandesa de Utrecht, CAS colabora en proyectos con grupos antitaurinos locales en todos los países con corridas de toros en tanto el continente europeo como en el americano.
Entre el trabajo que realiza, CAS Internacional apoya y participa en protestas antitaurinas por todo el mundo, produce material antitaurino (pósteres, libros, vallas publicitarias o panfletos...), da conferencias educativas, comisiona encuestas de opinión pública, organiza congresos, da apoyo logístico y táctico a campañas, participa en el debata taurino en los medios de comunicación, hace lobby político a nivel local, nacional y internacional, e investiga la industria taurina en todo el mundo. 
CAS International juega un papel importante en el movimiento antitaurino internacional, no solo por apoyar a organizaciones antitaurinas locales de todo el mundo que carecen de los recursos suficientes para desarrollar sus actividades, pero por ser una de las promotoras de la coalición europea “Por una Europa sin Corridas” que hace lobby a nivel de la Unión Europea, o la Red Mundial Por la Abolición del Toreo, donde se discuten tácticas y estrategias antitaurinas en foros internacionales.